# アンリース・シュミット・ドゥ・ヌヴー
アンリース・シュミット・ドゥ・ヌヴー（Annlies Schmidt de Neveu, 1915年 - 2010年11月20日）は、ドイツのチェリスト。

## 経歴
エマーヌエル・フォイアーマンにチェロを師事。セルジュ・チェリビダッケ指揮下のベルリン・フィルハーモニー管弦楽団とジャン・フランセの幻想曲のドイツ初演、サミュエル・バーバーのチェロ協奏曲のフランス初演などをそれぞれ行った。
1968年から1980年までカールスルーエ音楽大学の教授を務め、カールスルーエ・ニーパー三重奏団のメンバーとして室内楽の分野でも活動した。

## ディスコグラフィ
- Johann Sebastian Bach (2009). Six suites pour violoncelle seul. Forgotten records. OCLC 691342999
- Johannes Brahms (1961). Sonates pour piano et violoncelle : n ° 1 en mi mineur op. 38 ; n ° 2 en fa majeur op. 99. S.l.. OCLC 761579022